# Op de centrale post van de brigade
Op de centrale post van de brigade is een hoorspel van Ernst Johannsen. Brigadevermittlung werd op 12 april 1959 door de Norddeutscher Rundfunk uitgezonden. De KRO zond het uit op 8 november 1964 (met herhalingen op dinsdag 3 augustus 1965 en dinsdag 7 augustus 1973). Jan Nieuwenhuis vertaalde het en Léon Povel was de regisseur. Het hoorspel duurde 46 minuten.

## Rolbezetting
- Rien van Noppen (de spreker)
- Bert van der Linden (de sergeant van de post Schneider)
- Paul van der Lek (de telefonist)
- Hans Veerman (telefonist Müller)
- Dries Krijn (telefonist Schmidt)
- Harry Bronk (telefonist Behnke)
- Huib Orizand (telefonist Hinrichsen)
- Jan Borkus (de eerste luitenant von Zizowitz)
- Louis de Bree (de generaal)
- Nora Boerman, Corry van der Linden, Louis Bongers, Piet Ekel, Maarten Kapteijn, Jo Nobel, Erik Plooyer, Jos van Turenhout & Frans Zuidinga (verdere medewerkenden)

## Inhoud
Op de centrale post van de brigade, de telefooncentrale van een midden in het oorlogsgewoel van 1918 gelegen deel van een divisie aan het westfront, wordt men getuige van de verschrikking rondom, voor zover de kabels niet stukgeschoten of -gebombardeerd zijn. De "oude krijgers" in het hol diep onder het artillerievuur zijn bijna aan al die ontzetting gewoon geraakt, maar de negentienjarige soldaat "jongejuffrouw" Behnke, direct van school onder de wapenen geroepen, staat op het punt ineen te storten onder de druk van de gebeurtenissen. Op een morgen komt de sinds lang aangevraagde twee man versterking. De batterij wordt direct via de brigadepost in stelling gebracht, zodat zich daar nu alle bommen en alle artillerievuur van de vijand concentreren. Als de vijandelijke aanval begint, worden beide benen van Behnke door een voltreffer afgerukt; naast hem valt zijn onderofficier. Behnke wordt met een laatste sigaret op de dood voorbereid. Terwijl de vijand boven verder oprukt, wachten de overgeblevenen beneden in doodsangst op de handgranaat die aan hun leven een eind zal maken…